# Okayama International Circuit
Okayama International Circuit, poprzednio TI Circuit Aida – japoński tor wyścigowy położony niedaleko nieistniejącego już miasta Aida (obecnie Mimasaka) w prefekturze Okayama. Tor ma długość 3,703 km i gościł wyścigi Formuły 1 w latach 1994-1995, powodując tym samym, że Japonia została jednym z pięciu krajów, w których organizowano więcej niż jeden wyścig w sezonie. Nazwa toru pochodziła od właściciela – firmy Tanaka International i została przemianowana przez firmę Unimat 1 maja 2004 roku na Okayama International Circuit (Unimat w roku 2003 zakupił tor od TI).
26 października 2008 na Okayama International Circuit zorganizowano jedną z rund serii WTCC.

## ZwycięzcyGP Pacyfikuna torze TI Circuit
| Sezon | Kierowca           | Zespół           |        |
| ----- | ------------------ | ---------------- | ------ |
| 1994  | Michael Schumacher | Benetton-Ford    | Wyniki |
| 1995  | Michael Schumacher | Benetton-Renault | Wyniki |